# Baeza
För andra betydelser, se Baeza (olika betydelser).
Baeza (spanskt uttal: [baˈeθa]) är en stad och kommun i provinsen Jaén i den autonoma regionen Andalusien i södra Spanien. Staden ligger cirka 37 kilometer nordost om Jaén. Kommunen har 15 677 invånare (2024), på en yta av 192,77 km². Staden har ett flertal kyrkor och profana byggnader från renässansen. Baeza utnämndes 2003 till världsarv.

## Historia
Staden har funnits sedan Romarrikets tid, då den hette Beatia, men den är idag mest känd för de bäst bevarade exemplen på renässansarkitektur i Spanien.
Under medeltiden var Baeza en blomstrande morisk stad, som sägs då ha haft 50 000 invånare. Staden intogs dock av Ferdinand III av Kastilien år 1227. Cordoba- och Úbedaportarna samt Baezabågen härrör från den moriska tidens befästningsanordningar.
På 1500-talet blev Baeza och närliggande Úbeda förmöget på textilproduktionen och lokala adeln anlitade betydelsefulla arkitekter, såsom Andrés de Vandelvira, för att bygga nya palats, kyrkor och allmänna torg i italiensk stil. Ekonomin kollapsade på 1600-talet, vilket hade den lyckliga sidoeffekten att Baezas renässansarkitektur bevarades då endast ett fåtal nya byggnader uppfördes därefter. Baeza verkar mycket mer italienskt än spanskt, med en ovanlig känsla för ljus, ordning och proportioner.
Baezas stora renässansverk är universitetet, grundat 1538, i vilket det universitetet bedriver sommarskola, Katedralen i Baeza, Palacio de Jabalquinto, och torgen Plaza de España, Paseo de la Constitucíon samt Paseo de la Constitucíon. De tre torgen ligger inom gångavstånd från varandra i vad som kallas Zona Monumental.